# Живков, Тодор (фольклорист)
Тодор Иванов Живков (болг. Тодор Иванов Живков; 1938, Митровци, Болгария — 31 декабря 2001) — болгарский этнолог, фольклорист. Доктор филологических наук, профессор.

## Биография
Тодор Живков родился в 1938 году в селе Митровци в болгарской области Монтана.
В 1961—1963 годах он работал учителем в Смядово. В 1963 году выиграл конкурс за должность научного сотрудника в Этнографический институт и музей. Защитил диссертацию на тему «Болгарский антифашистский песенный фольклор» и получил степень кандидата наук в 1971 году. В 1974 году получил степень старшего научного сотрудника. Вместе с академиком Петром Динековым участвовал в основании Института фольклора при Болгарской академии наук, директором которого был с 1982 по 1992, и до самой смерти был членом научного совета института. В 1978 защитил диссертацию на соискание научной степени доктора наук. В 1975 Живков стал одним из основателей журнала «Болгарский фольклор» (болг. Български фолклор), главным редактором которого работал с 1983 г.
Тодор Живков преподавал фольклористику в Шуменском университете Епископа Константина Преславского и в Софийском университете, этнологию — в университетах в Пловдива и Благоевграда. Проходил стажировку в Ленинграде (1964), Берлине (1971), Киеве (1972) и Париже (1976). Долгое время был заместителем председателя и членом Национального комитета славистики, Фольклорной комиссии Международного комитета славистики и Национальной комиссии Международной ассоциации исследования развития славянской культуры. Являлся членом Административного совета Международной ассоциации этнологии и фольклора, председателем Ассоциации антропологии, этнологии и фольклористики «Онгъл» и общества «Фолк панаир». Член редколлегии журналов «Художественная самодеятельность», «Язык и литература», «Фолк панаир».
Имеет ряд государственных и научных наград. Профессор Живков был депутатом 37-го созыва Народного собрания Болгарии, членом двух парламентских комиссий — по науке и образованию и по культуре. Тодор Живков оказался единственным современным болгарским учёным в области фольклористики и этнологии, чьё имя и работы упомянуты в энциклопедии «Этнология Европы», подготовленной в Великобритании.

## Работы
- Да би гората думала. Сборник народни хайдушки песни Ж. Я н а к и е в а — съавт./. С., 1968.
- Български антифашистки песенен фолклор. Ред. Цв. Романска и Ст. Стойкова. С., БАН, 1970. 295 с.
- Народ и песен. Проблеми на фолклорната песенна традиция. Отг. ред. П. Динеков. С., БАН, 1977. 252 с.
- Фолклор и съвременност. С., Наука и изкуство, 1981.348 с.
- Етнокултурно единство и фолклор. С., Наука и изкуство, 1987. 203 с.
- Етничният синдром. С., Аля, 1994. 181 с. Второ допълнено издание. Пловдив,Пловдивско университетско издателство, 2001. 267 с.
- До следващата запетая. С., Христо Ботев, 1999. 502 с.
- Увод в етнологията. Пловдив, Пловдивско университетско издателство, 2000. 512 с.
- Локус и универсум. Добродан, планината — митология и… /В. Живкова — съавт./. Троян, Аля, 2001. 224 с.